# Johann Peter Frank
Johann Peter Frank (ur. 19 marca 1745 w Rodalben, zm. 24 kwietnia 1821 w Wiedniu) – niemiecki i austriacki lekarz, autor sześciotomowego dzieła System einer vollständigen medizinischen Polizey.
Stworzył podstawy nowoczesnej higieny, epidemiologii, medycyny sądowej oraz postępowej, państwowej organizacji ochrony zdrowia.
Jego synem był lekarz Józef Frank.